# مهدی محمدنبی
مهدی محمدنبی (زاده ۱۳۴۰ تهران) مدیر اجرایی ورزشی اهل ایران است که به‌عنوان نایب‌رئیس اول فدراسیون فوتبال ایران فعالیت می‌کند.
وی دو بار دبیرکل فدراسیون فوتبال جمهوری اسلامی ایران از سال ۱۳۸۵ تا ۱۳۹۳ و از فروردین ۱۳۹۹ تا ۱۷ اسفند ۱۳۹۹ بوده‌است. وی در کارنامه مدیریتی خود سابقه مدیرعاملی باشگاه گسترش پارس‌خودرو، قائم مقام مدیرعامل باشگاه پرسپولیس تهران، عضو هیئت مؤسس اتحادیه فوتبال باشگاه‌های ایران، مشاور اجرایی رئیس فدراسیون فوتبال، معاون اجرایی دبیرکل و رئیس کمیته مسابقات، عضویت در هیئت رئیسه فدراسیون شطرنج، دبیرکل فدراسیون فوتبال، مدرس دوره‌های مدیریت فوتبال و عضو کمیته بازاریابی کنفدراسیون فوتبال آسیا را دارد.
وی در فروردین ماه سال ۱۳۹۹ جایگزین ابراهیم شکوری شد، انتخابی که با حواشی زیاد و اعتراض کنفدراسیون فوتبال آسیا همراه بود و در هفدهم اسفند همان سال طی نامه‌ای به شهاب‌الدین عزیزی خادم (رئیس وقت فدراسیون فوتبال ایران) از سمت خود کناره‌گیری کرد.